# Tiago Dutra
Tiago da Silva Dutra (Gravataí, 17 de setembro de 1990) é um ex-futebolista brasileiro que iniciou sua carreira no Grêmio Foot-Ball Porto Alegrense, foi vendido muito novo para o Villareal da Espanha com apenas 19 anos de idade para cobrir a contratação de Souza, atacante do São Paulo que estaria de chegada ao Grêmio na época. 

## Títulos
Criciúma
- Campeonato Catarinense: 2013

América-RN
- Copa Cidade de Natal: 2014
- Campeonato Potiguar: 2014, 2015
- Copa Cidade de Natal: 2016